# Ronald Plasterk
Ronald Hans Anton Plasterk (Den Haag, 12 april 1957) is een Nederlands wetenschapper, ondernemer, columnist en voormalig politicus.
Namens de Partij van de Arbeid was hij van 22 februari 2007 tot 23 februari 2010 minister van Onderwijs, Cultuur en Wetenschap in het kabinet-Balkenende IV, vervolgens lid van de Tweede Kamer, en van 5 november 2012 tot 26 oktober 2017 minister van Binnenlandse Zaken en Koninkrijksrelaties in het kabinet-Rutte II.
Plasterk is gepromoveerd bioloog, gespecialiseerd in de moleculaire genetica. Hij verricht op dat gebied wetenschappelijk onderzoek en verzorgt universitair onderwijs. Van 1997 tot 2003 was hij hoogleraar Moleculaire genetica aan de Universiteit van Amsterdam, van 2000 tot 2007 hoogleraar Ontwikkelingsgenetica aan de Universiteit Utrecht en sinds oktober 2018 hoogleraar Novel strategies for success to therapeutics aan de Universiteit van Amsterdam. Voor zijn wetenschappelijk werk ontving hij in 1999 de Spinozaprijs. De Nederlandse Organisatie voor Wetenschappelijk Onderzoek noemde hem in dat jaar een van de meest briljante onderzoekers op het gebied van de moleculaire biologie.
In december 2018 richtte hij met twee partners de besloten vennootschap Frame Therapeutics op dat in juni 2022 verkocht werd aan de farmaonderneming CureVac. Plasterk is sinds 1993 columnist bij verschillende tijdschriften en kranten, vanaf 2020 bij dagblad De Telegraaf.

## Opleiding en wetenschappelijke loopbaan
Plasterk groeide op in de buurt De Venen die onder de stadswijk Bouwlust en Vrederust in Den Haag Zuidwest valt, en destijds een nieuwbouwgebied was. Na het afronden van het gymnasium aan het Sint-Janscollege in Den Haag ging hij in 1975 biologie studeren aan de Rijksuniversiteit Leiden waarin hij in 1981 zijn doctoraalexamen cum laude behaalde. Plasterk was lid van de gemengde studentenvereniging L.V.V.S. Augustinus. Tevens studeerde hij vanaf 1980 economie aan de Universiteit van Amsterdam, waarvan hij in 1981 de propedeuse afrondde. Plasterk werkte van 1981 tot en met 1984 als promovendus aan het biomedisch instituut van de Rijksuniversiteit Leiden, waar hij in 1984 promoveerde op het proefschrift Inversion of the G segment of bacteriophage Mu: analysis of a genetic switch, waarin hij genetisch onderzoek deed naar de platworm. Promotor was de Leidse hoogleraar Pieter van de Putte die met zijn wetenschappelijk werk aan de wieg stond van de Recombinant DNA technologie.
Na zijn promotie verwierf Plasterk een plaats als postdoc bij het gerenommeerde California Institute of Technology in Pasadena. Hier deed hij onderzoek naar DNA-transpositie in de parasiet Borrelia hermsii. Vervolgens kreeg hij een onderzoeksplaats bij het MRC Laboratory of Molecular Biology (MLB) in Cambridge, Verenigd Koninkrijk, dat bekend staat voor het bereiken van revolutionaire onderzoeksresultaten op het vakgebied. Hier deed hij onderzoek naar de Caenorhabditis elegans, een rondworm (nematode) die als modelorganisme wordt gebruikt en werkte onder andere samen met de Britse latere Nobelprijswinnaar John Edward Sulston.
Terug in Nederland werkte Plasterk van 1987 tot 2000 bij de Onderzoekschool Oncologie Amsterdam van het Nederlands Kanker Instituut in Amsterdam. Hij begon als groepsleider en groeide door naar directeur van het onderzoekscentrum. Als sectiehoofd Moleculaire biologie voerde hij met een team jarenlang verder onderzoek uit naar het genoom van het aaltje Caenorhabditis elegans en werden alle 19.099 genen in kaart gebracht. Het organisme staat model voor genregulatie in meercelligen en is daarom van belang voor de gehele genetische en ontwikkelingsbiologie. Van 1993 tot en met 2003 was Plasterk bijzonder hoogleraar in de moleculaire microbiologie aan de Vrije Universiteit Amsterdam en hoogleraar in de moleculaire genetica aan de Universiteit van Amsterdam. In deze periode schuwde Plasterk het niet om als wetenschapper collega's publiekelijk te bekritiseren in zijn column. Zo uitte hij zich als lid van de Commissie Biotechnologie fel tegen bio-ethische wetenschappers, onder wie Henk Verhoog en Heleen Dupuis. Verhoog besloot zelfs vanwege de publieke kritiek uit de commissie te stappen. Later verklaarde hij hierover: "Ik werd door hem voortdurend belachelijk gemaakt. Hij respecteerde mij niet, niet als ethicus en niet als antroposoof. En dat terwijl hij er vrijwel niets van afweet; hij vindt dat de slager op de hoek net zoveel van ethiek weet als een ethicus." Plasterk maakte er geen geheim van dat hij ethiek geen serieus wetenschappelijk vakgebied vond.
Per februari 2000 maakte hij een overstap naar de ontwikkelingsbiologie en verhuisde met zijn zeventien-koppig onderzoeksgroep naar het Laboratorium van het Hubrecht Instituut, een onderzoeksinstituut van de Koninklijke Nederlandse Akademie van Wetenschappen (KNAW). Daar kreeg hij de functie van directeur, tegelijkertijd werd hij benoemd als hoogleraar in de ontwikkelingsgenetica bij de Universiteit Utrecht. Met de door de Nederlandse Organisatie voor Wetenschappelijk Onderzoek (NWO) toegekende Spinoza-premie, een geldbedrag van drie miljoen gulden, richtte Plasterk en de zijnen zich nu vooral op de vraag hoe C. elegans, zoals het onderzoeksobject in de wandelgangen werd genoemd, haar 19.099 genen gebruikt om de omgeving te beleven en prikkels van buitenaf in gedrag te vertalen.
Tevens was hij in 2004 lid van de adviesraad van het Nederlandse Tijdschrift tegen de Kwakzalverij. Sinds september 2018 is hij aangesteld als hoogleraar "Novel strategies for access to therapeutics" aan de Faculteit der Geneeskunde van de Universiteit van Amsterdam.
Plasterk is sinds 2001 lid van de KNAW (sinds 2007 "in ruste", dat wil zeggen niet actief lid). Verder was hij lid van de Gezondheidsraad, lid van de raad van bestuur van de Wellcome Trust en lid van de Commissie Biotechnologie bij Dieren (CBD). Tevens is hij lid van het Innovatieplatform.
In 2020 is een wetenschappelijk artikel uit 2007 van Nederlandse en Zwitserse wetenschappers, daaronder Plasterk, in het toonaangevende tijdschrift Science na ampel beraad teruggetrokken wegens een indicatie dat afbeeldingen mogelijk gemanipuleerd konden zijn, ontdekt door wetenschappelijk beeldfraude detective Elisabeth Bik. Het Hubrecht Instituut startte een onderzoek naar het handelen van de auteurs.

## Politieke loopbaan

### Gemeenteraadslid
Van 11 oktober 1982 tot 1 september 1984 was Plasterk gemeenteraadslid in Leiden voor de Partij van de Arbeid. In 2005 en 2006 was hij een van de adviseurs van de Nationale Conventie. In 2006 was hij lid van de programmacommissie van die partij ten behoeve van de landelijke verkiezingen. In die hoedanigheid schreef hij mee aan het verkiezingsprogramma van de PvdA. Ook was hij lid van de commissie Bètacanon.

### Minister van Onderwijs, Cultuur en Wetenschap
Van 22 februari 2007 tot 23 februari 2010 was Plasterk de minister van Onderwijs, Cultuur en Wetenschap in het kabinet-Balkenende IV. Speerpunten van zijn wetenschappelijke beleid waren:
- Internationalisering van het universitaire onderwijs: hij zet het beleid van zijn voorgangers (sinds Jo Ritzen) voort door universiteiten te stimuleren om colleges in het Engels te geven;
- Vergroting van de concurrentie onder wetenschappers, bijvoorbeeld door geld dat voorheen via de universiteiten verdeeld werd nu via de Nederlandse Organisatie voor Wetenschappelijk Onderzoek (NWO) te verdelen. Dat laatste zou ertoe leiden dat wetenschappers veel meer moeite moeten doen om hun projecten gefinancierd te krijgen (of de kwaliteit van het wetenschappelijke onderzoek erdoor verhoogd werd, kon pas later worden beoordeeld);
- Een duidelijker onderscheid aanbrengen tussen de universitaire bachelor- en masteropleiding; dat zou ertoe moeten leiden dat studenten mobieler worden, bijvoorbeeld door hun studie na de bachelorfase elders in binnen- of buitenland te vervolgen.

Het laatste punt wilde hij bereiken door het invoeren van een zogenaamde harde knip tussen bachelor en master: om aan een master te beginnen moet de bachelorfase volledig zijn afgerond. Zijn plan stuitte op weerstand bij studentenorganisaties, die daartegen twee petities in het leven riepen. De organisatoren van de eerste petitie, voornamelijk lidbonden van de LSVb, organiseerden in december 2008 acties tegen de harde knip.
In oktober 2007 kwam in het nieuws dat Plasterk onder andere overwoog om de basisbeurs voor studenten af te schaffen om verhogingen van lerarensalarissen te kunnen financieren. Dit leidde tot protesten van studenten en de partijen SP, GroenLinks, CDA en ChristenUnie.
In dezelfde periode gaf schrijver Jeroen Brouwers, met bijval uit de culturele wereld, te kennen dat hij het prijzengeld van de hem toegekende Prijs der Nederlandse Letteren, beledigend laag vond en niet in overeenstemming met het statuur van de bekroning (oeuvreprijs voor een auteur die zijn/haar leven aan de literatuur heeft gewijd). De voor de prijs verantwoordelijke Nederlandse Taalunie liet weten dat een verhoging dan wel indexering van het prijzengeld wellicht niet onredelijk was, maar op dat moment reglementair uitgesloten. De Vlaamse minister Bert Anciaux zou volgens Brouwers later het gezichtspunt naar buiten hebben gebracht dat een aanpassing wel mogelijk was geweest, maar dat een 'onbuigzame houding' van minister Plasterk het standpunt van de Taalunie bepaald zou hebben. De weigerachtigheid van Plasterk, tegen de opvatting van de Belgische minister voor Cultuur en de adviesraden in, om het prijzengeld te verhogen gaf de doorslag bij Brouwers beslissing de prijs te weigeren. Het prijzengeld is in 2008, binnen de regeerperiode van Plasterk, ruim verdubbeld van 16.000 euro tot 40.000 euro. Aan Brouwers is de verhoogde prijs niet toegekend. Brouwers wijdde aan de kwestie het polemisch geschrift Sisyphus' bakens.
Vanwege de afwezigheid van de premier en de vicepremiers was Plasterk in juli 2008 waarnemend premier van Nederland.

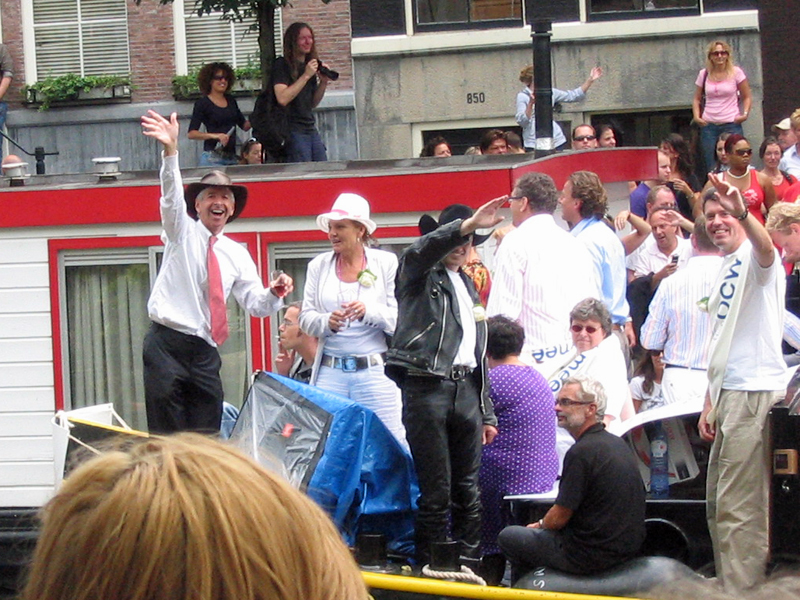
Minister van Onderwijs, Cultuur en Wetenschap Ronald Plasterk (links, met hoed) als deelnemer aan de Canal Parade van 2008

Op 2 augustus 2008 voer hij als minister mee op een schuit in de Canal Parade, de OC&Gay boot, onderdeel van de Amsterdamse Gay Pride. Samen met andere aanwezige bewindslieden, onder wie de minister van Ontwikkelingssamenwerking Bert Koenders, wilde hij daarmee een statement maken vóór de acceptatie van homo's. De SGP protesteerde tegen de aanwezigheid van regeringsvertegenwoordigers. Bas van der Vlies, fractieleider van de SGP, noemde het idee 'van de ratten besnuffeld'.
In het najaar van 2008 kwamen er luide protesten uit de kunstwereld tegen zijn voortzetting van het door het kabinet-Kok II gestarte ingrijpende bezuinigingsbeleid in de kunstensector, er werd over een "kaalslag" gesproken.
Als minister maakte Plasterk op 2 december 2008 bekend dat hij digitale schoolboeken wilde gaan invoeren. Voor dit doel was Wikiwijs in het leven geroepen.
In april 2009 haalde hij zich wederom de woede van studenten op de hals met een vermindering van het budget van universiteiten met € 100 miljoen die bekend kwam te staan als 'Plasterkkorting'. Het comité ROUW (Redt Ons Hoger onderWijs) initieerde hierop een petitie om een investering van € 100 miljoen te eisen. Bezuinigingsplannen van Plasterks ministerie, inclusief het plan om de studiefinanciering af te schaffen en te vervangen door een lening, leidden het jaar daarop tot bezettingen en andere acties op Nederlandse universiteiten.
Na zijn ambtsperiode werd hij door de Algemene Onderwijsbond uitgeroepen tot beste minister van Onderwijs aller tijden. Docenten bleken matig tevreden over Plasterk: volgens onderzoek van de Algemene Onderwijsbond (AOb) kreeg hij een rapportcijfer van 5,8 het tot dan toe beste cijfer voor een onderwijsminister.

### Lid Tweede Kamer

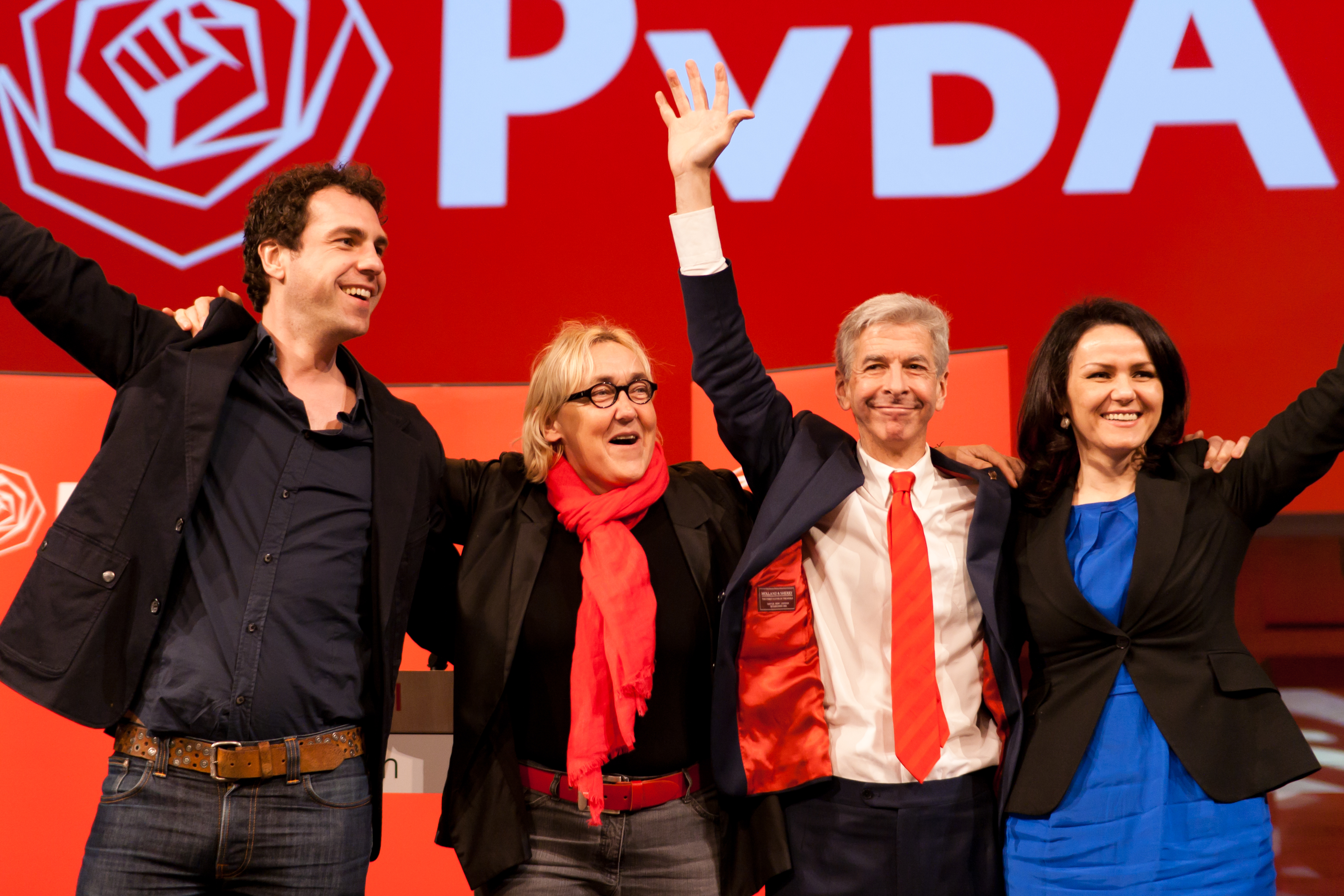
Martijn van Dam, Lutz Jacobi, Ronald Plasterk en Nebahat Albayrak, nadat Diederik Samsom de partijleidersverkiezing had gewonnen

Na de val van het kabinet-Balkenende IV op 20 februari 2010 over het verlengen van de militaire missie in Uruzgan, waarvoor onvoldoende steun van de PvdA-fractie kwam en alle PvdA-ministers hun ontslag aanboden, werd Plasterk op 23 februari 2010 als minister van OCW opgevolgd door André Rouvoet (ChristenUnie). Diverse van zijn taken gingen over naar toenmalig CDA-staatssecretaris Van Bijsterveldt.
Bij de daaropvolgende Tweede Kamerverkiezingen van 9 juni 2010 stond Plasterk als nummer 3 op de PvdA-lijst en behaalde hij 32.296 voorkeurstemmen. Sindsdien was hij parlementslid voor de PvdA in de Tweede Kamer. Over die periode in het parlement liet hij zich in een interview met de Volkskrant op 27 december 2016 kritisch uit over toenmalig fractielid Frans Timmermans: "Timmermans zei: 'Ik wil de buitenlandportefeuille. Maar daar zat al iemand op. Bovendien is het een beetje not done. Je komt uit een kabinet, je kent iedereen op het departement. Maar Timmermans heeft net zo lang zijn adem ingehouden totdat hij dat woordvoerderschap had. Hij zei 'Nou, dan doe ik gewoon niks.' Echt, die heeft een half jaar niks gedaan."
Op 23 februari 2012 maakte hij bekend zich kandidaat te stellen voor het PvdA-partijleiderschap en het fractievoorzitterschap in de Tweede Kamer. Dit betrof, na Martijn van Dam en Diederik Samsom, de derde kandidaatstelling na het plotselinge vertrek van partijleider Job Cohen enkele dagen eerder. Nebahat Albayrak volgde twee dagen later en Lutz Jacobi vijf dagen later. De partijleider en fractievoorzitter werden gekozen via de partijleiderverkiezing van dat jaar. Hij behaalde 31,6% van de stemmen en werd daarmee tweede achter Diederik Samsom die ruim 54% van de stemmen kreeg.

### Minister van Binnenlandse Zaken en Koninkrijksrelaties

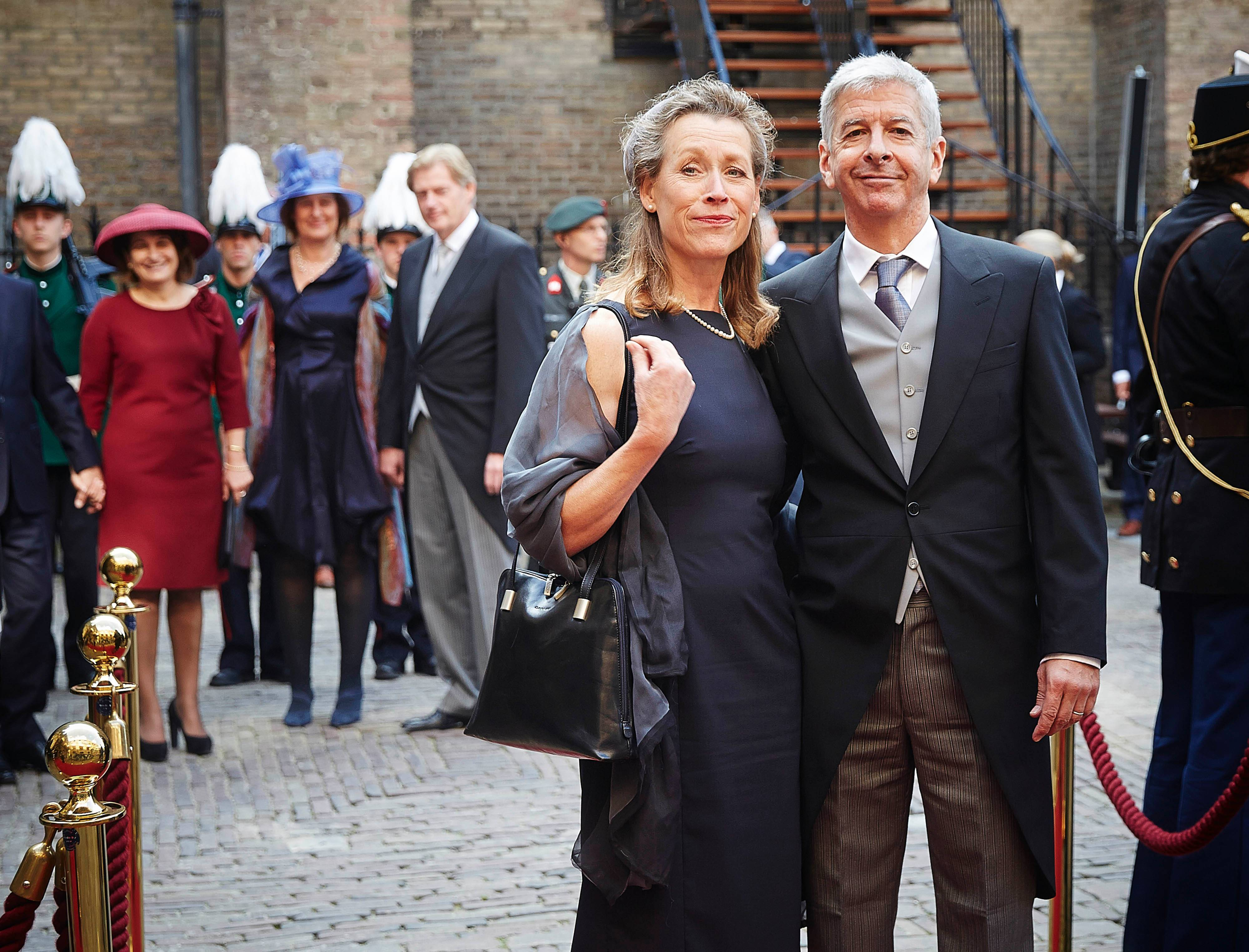
Minister Plasterk met echtgenote op Prinsjesdag 2014

Na de val van het eerste kabinet Rutte en de formatie van het kabinet Rutte-II werd Plasterk gevraagd om opnieuw een ministerspost te bekleden, ditmaal als minister van Binnenlandse Zaken. Zijn belangrijkste opdracht binnen het regeerakkoord was het organiseren van de grootste bestuurlijke herindeling sinds de negentiende eeuw met op provinciaal niveau vijf 'landsdelen', te realiseren voor 2025. In dat kader stelde hij in 2014 voor een Noordvleugelprovincie te creëren, een fusie van de bestaande provincies Noord-Holland, Flevoland en Utrecht die als voorbeeld moest gaan dienen voor een fusie van de meeste overige provincies. Friesland, Noord-Brabant en Limburg wilde hij ongemoeid laten wegens hun sterke identiteit en kwam zo tot in totaal zeven landsdelen. Door gebrek aan enthousiasme bij de lagere overheden moest hij zijn plan echter op de lange baan schuiven. Ook het plan om de Provinciale Staten en Gedeputeerde Staten in te krimpen trok Plasterk in mei 2014 in.
Meer succes had de minister met zijn Wet normering topinkomens, die paal en perk moest stellen aan de zelfverrijking door bestuurders in de publieke en semipublieke sector. Hoewel er sprake was van grote tegenwerking en er, ook door hemzelf, de nodige uitzonderingen werden gemaakt, luidde de wet toch wel een trendbreuk in.
Zijn positie als minister kwam in het nauw toen begin februari 2014 bleek dat hij op 30 oktober 2013 onjuiste informatie had verstrekt over het verzamelen van 1,8 miljoen Nederlandse telefoongegevens. Deze 'metadata' bleken te zijn vergaard door de AIVD en MIVD en niet door de Amerikaanse veiligheidsdienst National Security Agency, zoals hij had verklaard. Op 12 februari overleefde hij in de Tweede Kamer een motie van wantrouwen van D66, die door zeven andere oppositiefracties gesteund werd, maar niet door SGP, CU, PvdA en VVD.
Van 29 juni tot 16 september 2016 werd Plasterk vervangen door Stef Blok (minister voor Wonen en Rijksdienst) omdat hij een operatie moest ondergaan vanwege hartklachten.
Vanaf 27 januari 2017 beheerde hij ook de portefeuille Wonen en Rijksdienst. Hij nam deze taken over van Stef Blok, die de afgetreden minister Ard van der Steur opvolgde als minister van Veiligheid en Justitie.

## Ondernemend wetenschapper
Na zijn positie als minister ging Plasterk per 1 december 2017 aan de slag als Chief Scientific Officer bij het in 2012 door biotechondernemer Ronald Brus opgerichte myTomorrows, onderdeel van Impatients N.V. te Amsterdam. Het online platform bemiddelt tussen patiënten, artsen, overheden en farmaceutische bedrijven over het ter beschikking stellen van geneesmiddelen die zich nog in de ontwikkelingsfase bevinden. Begin 2018 wordt hij door professor hematologie en Crucell-medeoprichter Bob Löwenberg gewezen op het werk van microbioloog en dataspecialist dr. Jan Koster bij het Amsterdam UMC en de door hem opgebouwde database R2. Deze wordt volgens het beginsel open access ter beschikking gesteld aan de academische wereld waardoor duizenden onderzoekers zonder noemenswaardige kosten in enorme hoeveelheden biologische gegevens kunnen speuren naar verbanden en data-analyses kunnen uitvoeren op genetisch materiaal. Plasterk en Koster werken een periode intensief samen en komen tot het inzicht dat veel tumoren dezelfde unieke genetische mutatie bevatten en daarom mogelijk medisch zouden kunnen worden behandeld met behulp van een vaccin dat gericht is op herkenning van deze mutatie. De resultaten worden uitgewerkt in een wetenschappelijk artikel dat in april 2019 door het vaktijdschrift Scientific Reports wordt gepubliceerd. Plasterk vraagt in juli 2018 op eigen naam octrooi aan voor een "Method of preparing subject-specific immunogenic compositions based on a neo open-reading-frame peptide database".
In december 2018 verliet Plasterk myTomorrows en richtte hij samen met Bob Löwenberg en het "boegbeeld van de Nederlandse biotech" Dinko Valerio Frame Cancer Therapeutics op, waar hij directeur werd. Frame richt zich op het ontwikkelen van gepersonaliseerde mRNA-immuuntherapieën tegen kanker op basis van nieuwe methodes in de genomica en bio-informatica, waarbij de database van Koster als het FramePro-platform een wezenlijke rol speelt. Aan het bedrijf wordt door het onderzoeksprogramma van de Europese Unie een subsidie toegekend. Na goedkeuring van een octrooi werd in 2022 de database, techniek en het talent verbonden aan Frame Therapeutics B.V. verkocht aan het NASDAQ genoteerde CureVac N.V., dochter van de Duitse holding CureVac AG voor een waarde van 32 miljoen euro in aandelen CureVac, de helft daarvan 'upfront', bij de overname, twee andere delen na het behalen van door partijen afgespoken doelstellingen. Het bedrijf draait verder als CureVac Netherlands B.V., gevestigd op het Amsterdam Science Park. Plasterk krijgt bij het nieuwe bedrijf de zakelijke leiding, samen met Wigard Kloosterman. Frame Therepeutics en CureVac streven ernaar samen vaccins te ontwikkelen die precies de eiwitten van de tumor bevatten die gezonde lichaamscellen niet hebben en de lichamelijke afweerreactie zo stimuleert dat tumoren meer gericht worden aangevallen. Hierdoor zouden gezonde lichaamscellen niet worden beschadigd, wat een groot verschil zou zijn met andere behandelmethoden van kanker. Op 23 mei 2024 zette Het Financieel Dagblad de veel gepubliceerde misvatting recht dat de transactie bij overname 32 miljoen euro zou hebben opgebracht. Het ging volgens het FD om een aandelentransactie die voor de helft na een half jaar zou worden uitgekeerd tegen de dan geldende waarde en voor de andere helft zal worden uitgekeerd bij de daadwerkelijke ontwikkeling van het vaccin. Partijen kwamen bij het sluiten van de transactie een dagwaarde overeen voor het totale aandelenpakket van 32 miljoen euro. Door waardedaling van de aandelen was de eerste helft circa 11 miljoen waard op het moment dat het daadwerkelijk werd uitgekeerd. Bovendien zou er in verschillende investeringsrondes door 25 personen 5 miljoen bij elkaar zijn gebracht voor de kosten van het onderzoek en octrooien, daaronder door Plasterk. Mocht het vaccin er komen, kan de tweede tranche van de aandelen sterk in waarde stijgen, zo niet, kan de waarde verder dalen. De uiteindelijke opbrengst is daarom ongewis.
Naast zijn werk bij CureVac is Plasterk sinds september 2018 werkzaam als bijzonder hoogleraar Novel strategies for access to therapeutics aan de faculteit der Geneeskunde aan de Universiteit van Amsterdam.

## Kabinetsformatie 2023-'24
Op 28 november 2023, zes dagen na de Tweede Kamerverkiezingen in 2023, werd Plasterk op voorstel van Geert Wilders door de Tweede Kamer aangesteld als vervangend verkenner in aanloop naar de kabinetsformatie. De aanvankelijk door Wilders gekozen verkenner uit eigen gelederen, Eerste Kamerlid voor de PVV Gom van Strien, was teruggetreden in verband met het publiek bekend worden van aangifte van fraudeverdenking door een oud werkgever. Plasterk sprak met de leiders van alle Tweede Kamerfracties en bood op 11 december van dat jaar zijn eindverslag aan als verkenner.
Op 13 december van dat jaar werd hij aangewezen als informateur voor de kabinetsformatie. De opdracht bestond uit twee onderdelen:
- nagaan of er een gezamenlijke basislijn bestaat voor het waarborgen van de Grondwet, de grondrechten en de democratische rechtsstaat,
- nagaan of er perspectief is op het bereiken van overeenstemming over een aantal belangrijke onderwerpen.

In zijn eindrapport, dat 12 februari 2024 aan de Voorzitter van de Tweede Kamer werd aangeboden, beantwoordde Plasterk de eerste vraag met een 'ja', de tweede vraag kon niet helemaal worden uitgewerkt omdat het NSC de bespreektafel kort voor afloop van deze informatieronde had verlaten. De vier partijen zouden samen niet tot een meerderheids- of minderheidskabinet kunnen komen omdat er voor het NSC een te grote staatsrechtelijke afstand bestaat om met de PVV zitting te nemen in een kabinet.
Plasterk kwam in zijn rapport tot de volgende aanbeveling: "Het is van het grootste belang voor ons land dat er snel een kabinet komt dat recht doet aan de verkiezingsuitslag, inclusief de grote verschuivingen die daarin hebben plaatsgevonden. Daarom adviseer ik dat de volgende ronde - mede op basis van de gevoerde gesprekken en de resultaten weergegeven in dit verslag - er op gericht is te komen tot het vormen van een dergelijk kabinet."

### Belemmering beoogd premierschap
In mei 2024, na het bereiken van een akkoord tussen de onderhandelende partijen, werd Plasterks naam in de pers genoemd als beoogd kandidaat voor de positie van minister-president in het te vormen kabinet. Volgens ingewijden zou Wilders hem benaderd hebben, maar officiële mededelingen bleven uit en informateur Richard van Zwol werd als formateur voorgedragen. Reden zou zijn dat NSC-leider Pieter Omtzigt, die had aangedrongen op een "extraparlementair kabinet" waar niet Wilders, maar iemand van buiten premier moest worden, bedenkingen zou hebben vanwege aanvaringen in de eerste informatieronde.
Daarnaast speelt een integriteitsonderzoek door de Universiteit van Amsterdam naar Plasterk. Onafhankelijke journalisten van dagblad NRC reconstrueerden in maart 2024 dat Plasterk en zakenpartners met een eigen bedrijf miljoenen verdienden aan de verkoop van patenten rond kankertherapie, die mede gebaseerd waren op wetenschappelijk werk van een ander. Zodoende zou mogelijk onrechtmatig kennis toe zijn geëigend behorend tot het domein van het met belastinggeld gefinancierde Amsterdams Universitair Medisch Centrum. Plasterks gedrag is mogelijk ook in strijd met de voor universitair medewerkers en wetenschappelijk onderzoekers geldende standaard voor integriteit. Plasterk en partners stellen dat de beweringen onwaar zijn. Omtzigt, die grote waarde hecht aan goed bestuur, zou de uitkomst van dit onderzoek willen afwachten. De jongerenorganisaties van VVD en NSC pleitten daar ook voor.
Advocaat Henri Sarolea deed 16 mei 2024 aangifte tegen Plasterk in verband met mogelijke onvolkomenheden in de jaarrekeningen en valsheid in geschrifte. Het bedrijf zou in 2022 ten onrechte nog als micro-onderneming zijn opgevoerd en zo lastenverlichting hebben gekregen. De advocaat meldde zijn bevindingen bij informateur Van Zwol en de vier onderhandelaars. Plasterk reageerde als volgt: "Mocht in een jaarrekening onverhoopt een onvolkomenheid zijn geslopen, dan is dat zonder intentie gebeurd. Het bedrijf werkt naar beste weten, en laat zich ondersteunen door een gerenommeerd accountantskantoor."
Op 20 mei liet Plasterk in een verklaring weten zich terug te trekken als kandidaat. Hij noemt de aantijgingen "in essentie onwaar en voor het overige futiel", maar ziet de beeldvorming als belemmerend voor zijn eventuele functioneren als minister-president. Het Openbaar Ministerie zag uiteindelijk van een strafrechtelijk onderzoek af, omdat het hiervoor geen directe aanleiding kon vinden. In januari 2025 daagde Amsterdam UMC Ronald Plasterk en het farmaceutisch bedrijf CureVac voor de rechter in de  patentenkwestie, omdat het ziekenhuis zijn deel van de uitvindingen die Plasterk voor zichzelf claimde terug wilde en  een schadevergoeding eiste.

## Columns
Van 1995 tot 1999 schreef Plasterk columns in het tijdschrift Intermediair, om daarna over te stappen naar de Volkskrant. In zijn columns gaf hij zijn mening over ontwikkelingen binnen zijn vakgebied, maar ook daarbuiten. Het boek Leven uit het lab (2000) komt voort uit deze columns. Hij stopte met het schrijven van deze columns na aanvang van zijn politieke carrière. Ook was Plasterk van 1999 tot aan zijn politieke leven in 2007, columnist bij het televisieprogramma Buitenhof van de omroepen VPRO, VARA en NPS.
In 2000 stelde Plasterk in zijn Volkskrant-column dat het Fries geen taal is ('een sprookje' noemde hij die aanduiding), maar een dialect. Hij werd daarop door het Genootschap Onze Taal beticht van gebrek aan kennis van zaken. Als onderwijsminister hield hij in mei 2007 voor de Christelijke Hogeschool Nederland in Leeuwarden een toespraak in het Fries, hetgeen hem niet makkelijk afging. Hij bracht het als een handreiking, maar liet ook blijken dat hij zijn standpunt niet had verlaten. Overigens was hij in oktober 2013 als minister van Binnenlandse Zaken en Koninkrijksrelaties ondertekenaar van de Wet gebruik Friese taal.
In 2005 mengde Plasterk zich in de discussie over de Europese grondwet, aan de zijde van de tegenstanders.
Sinds 2020 is Plasterk columnist bij De Telegraaf. Hij toonde zich daar kritisch over onder andere het Klimaatakkoord en de Europese Unie. Tijdens de verkenning van de formatie van 2023 stopte hij tijdelijk als columnist.
In 2025 ontving Plasterk de Pim Fortuynprijs.

## Opzegging PvdA-lidmaatschap
Op 26 juni 2025 maakte Plasterk via zijn column in De Telegraaf bekend zijn lidmaatschap van de PvdA op te zeggen, na 48 jaar partijlid te zijn geweest. In het opinieartikel stelde hij dat de partij moreel een grens was overgegaan met het aannemen van een motie op het PvdA/GroenLinks-congres, waarin werd opgeroepen tot een wapenembargo tegen Israël, inclusief voor onderdelen van het verdedigingssysteem Iron Dome. Volgens Plasterk impliceerde deze motie een principiële afwijzing van Israëls recht op zelfverdediging, en daarmee een keuze tegen het voortbestaan van de Israëlische bevolking. Hij omschreef dit als een "lakmoesproef voor goed en kwaad" en concludeerde dat de PvdA onder partijleider Frans Timmermans in zijn ogen voor "het kwaad" had gekozen.
Eerder had Plasterk al kritiek geuit op andere standpunten van de partij, zoals het verzet tegen kernenergie, het bevorderen van immigratie en de overdracht van macht aan de Europese Unie. Deze onderwerpen waren volgens hem echter nooit reden geweest om zijn lidmaatschap op te zeggen. De motie over Israël vormde voor hem een principieel breekpunt. 
Hij noemde het pijnlijk om afscheid te nemen van de partij waar hij sinds zijn negentiende lid van was en die hem meerdere belangrijke functies had toevertrouwd.

## Opstelling tegenover religie, 'ietsisme'
Het ietsisme is een diffuus geloof, bijna atheïsme met een vleugje nostalgie. Intellectueel mager, maar veel sympathieker dan het idee van een wrede God die deze ellende wil.
Plasterk is, van huis uit, rooms-katholiek opgevoed en bleef katholiek in zijn schooltijd. Hij bezocht te Den Haag het gymnasium van de Paters van het Heilig Hart van Jezus, het latere Sint-Janscollege.
Plasterk ontwikkelde zich tot een overtuigd atheïst. Hij zegt vanaf zijn dertiende zeker te weten dat God niet bestaat, maar zegt niet te streven naar atheïsme. In 1997 gebruikte Plasterk in zijn column in Intermediair voor het eerst het begrip 'ietsisme', hetgeen hij nog een aantal malen gebruikte in het tv-programma Buitenhof. Hierdoor kreeg het woord een brede bekendheid. In eerste instantie was hij fel tegen een verschijnsel als ietsisme, maar later stelde hij zijn mening bij in een column voor het televisieprogramma Buitenhof.
Plasterk is een fervent tegenstander van het creationisme en intelligent design, en viel onderwijsminister Maria van der Hoeven in 2005 fel aan toen deze aankondigde dat ze overwoog intelligent design op de scholen te laten onderwijzen.

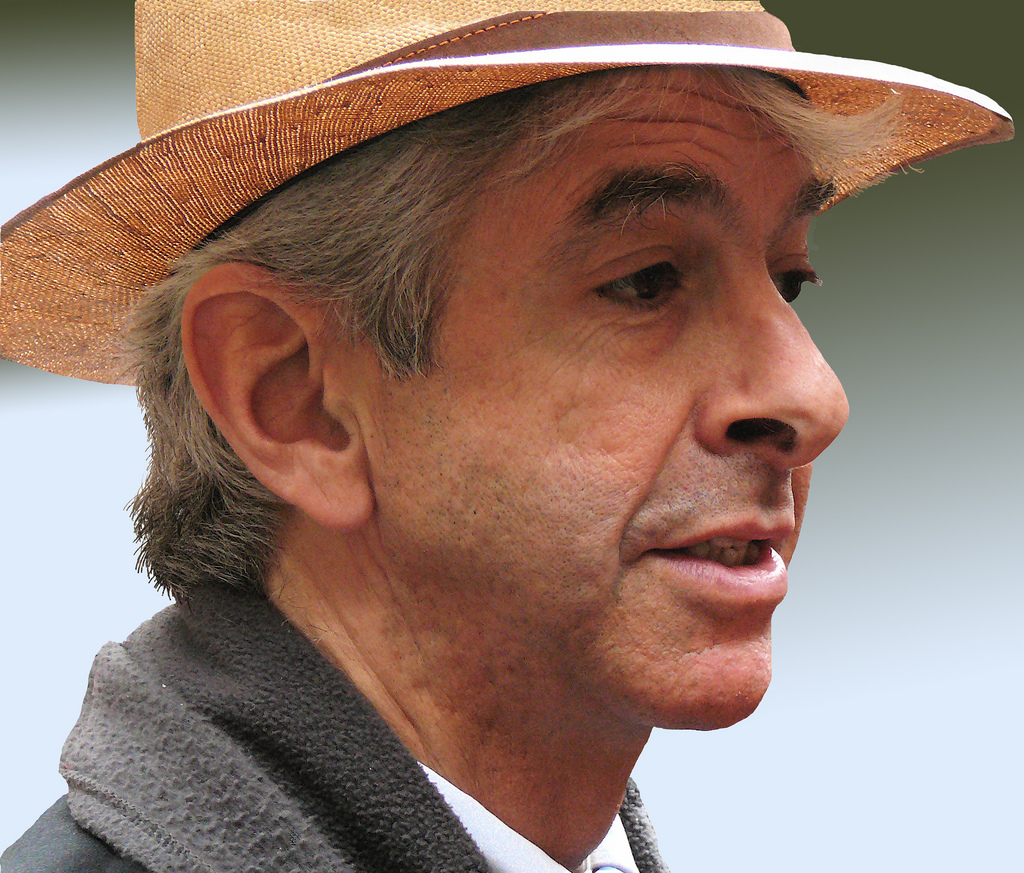
Plasterk met een van zijn karakteristieke hoeden

In de samenwerking met christelijke collega-ministers in het kabinet-Balkenende IV zei Plasterk geen problemen te ondervinden op het punt van geloofsovertuiging.

## Prijzen
Plasterk heeft verscheidene prijzen ontvangen gedurende zijn wetenschappelijke carrière:
- 2005: Prix Louis D. van het Institut de France (de Franse academie van wetenschappen)
- 2002: EMBO (European Molecular Biology Organization) Award for Communication in the Life Sciences
- 1999: Spinozapremie van NWO

## Privéleven
Plasterk is getrouwd en heeft twee zoons. Zijn hobby's zijn fotograferen, schilderen, lezen en muziek. Hij zingt als gastzanger (2e tenor) bij KCOV Excelsior jaarlijks Bachs Matthäus Passion in het Koninklijk Concertgebouw.
- Gemeinsame Normdatei: 172850150
- International Standard Name Identifier: 0000 0003 6891 7723
- Library of Congress Control Number: nb2008000858
- NARCIS: PRS1238755
- Nederlandse Thesaurus van Auteursnamen: 070014345
- Parlement.com: vhia2qep4qy8
- RKD-Nederlands Instituut voor Kunstgeschiedenis: 369621
- Virtual International Authority File: 263595557
- WorldCat: E39PBJkD6mPVq9VJkvdmG983cP